# The Return of Jezebel James
Serie de la creadora de Las Chicas Gilmore, Amy Sherman-Palladino. 
"The Return of Jezebel James" es una comedia familiar centrada en dos hermanas que se reencuentran cuando una acepta ser la madre de alquiler de la otra. Las dos tienen una gran diferencia de edad, que hizo que ellas tuvieran poco contacto mientras crecían y se conozcan muy poco. La estrella del cine independiente Parker Posey (Superman Returns) será la heroína y encarnará a una editora de libros para niños que, después de haber sabido que no podría concebir un hijo, le pide a su hermana que tenga ella a su bebé.

## Personajes

### Principales
- Parker Posey - Sarah Thomkins
- Lauren Ambrose - Coco Thomkins
- Michael Arden - Buddy
- Scott Cohen - Marcus Sonti
- Ron McLarty - Ronald Thomkins

### Secundarios
- Dana Ivey - Molly
- Savanah Stehlin - Zoe

## Episodios

### Temporada 1
| # | Título                                         | Fecha de emisión original | Código |
| - | ---------------------------------------------- | ------------------------- | ------ |
| 1 | Pilot                                          | 14 de marzo de 2008       | 101    |
| 2 | Frankenstein Baby                              | 14 de marzo de 2008       | 102    |
| 3 | Needles & Schlag                               | 21 de marzo de 2008       | 103    |
| 4 | The Return of the Crazy Jackal Shillelagh Lady | Sin emisión               | 104    |
| 5 | I'm With Blank                                 | Sin emisión               | 105    |
| 6 | Sarah Takes a Bullet                           | Sin emisión               | 106    |
| 7 | Paragraph Two, Section Three                   | Sin emisión               | 107    |

- La serie ha sido cancelada con tan sólo 3 episodios emitidos.

- Datos: Q2740800